# Ханс Мор
?
Ханс Мор (  (1914— ?) је бивши југословенски атлетски репрезентативац. Такмичио се у скоку увис. Био је члан атлетске секције Спортског друштва Југославија из Београда.
Мор је био првак Југославије 1935. резултатом 1,70 м. Том победом је обезбедио место у репрезентација за учешће на Летњим олимпијским играма 1936. у Берлину. У дисциплини скок увис прескочио је 1,70 метара што му није било довољна за пласман у финале.